# 迈克尔·斯曼内科
迈克尔·斯曼内科（英語：Michael Semanick）为一位美国音讯工程师和重录音混音师。他曾赢得2次奥斯卡奖，并在最佳音响效果奖上获得了9次提名。自1987年起他参与了110多部电影的制作。

## 精选影视作品
斯曼内科曾获得2次奥斯卡奖，并获得9次提名。
获奖：
- 指环王：王者归来 (2003)[1]
- 金刚 (2005)[2]

提名：
- 指环王：护戒使者 (2001)[3]
- 指环王：双塔奇兵 (2002)[4]
- 料理鼠王 (2007)[5]
- 机器人总动员 (2008)[6]
- 本杰明·巴顿奇事 (2008)[6]
- 社交网络 (2010)[7]
- 龙纹身的女孩 (2011)[8]
- 霍比特人2：史矛革之战 (2013)[9]
- 星球大战：最后的绝地武士 (2017)[10]